# Stubbe – Von Fall zu Fall: Gefährliches Spiel
Gefährliches Spiel ist ein deutscher Fernsehfilm von Frauke Thielecke aus dem Jahr 2013. Es handelt sich um den sechsundvierzigsten Filmbeitrag der ZDF-Kriminalfilmreihe Stubbe – Von Fall zu Fall mit Wolfgang Stumph in der Titelrolle.

## Handlung
Die 15-jährige Saskia hat sich auf ein Gefährliches Spiel eingelassen. Beim Surfen im Internet und Besuchen gewisser Webseiten, ist sie möglicherweise an einen Mörder geraten. Kommissar Stubbe und sein Kollege Zimmermann nehmen die Ermittlungen auf und finden das Mädchen leicht bekleidet in einem Hotelzimmer. Dieses wurde von einem Herrn gebucht, der Saskia zu sich bestellt hatte, um mit ihr die Nacht zu verbringen. Doch nun liegt sie tot am Boden.
Stubbe befragt Saskias Freundin Vanessa, ob sie weiß, mit wem sich Saskia verabredet hatte, doch sie schweigt. Als das Handy des Opfers durchgesehen wird, findet Stubbes Kollegin Tina Rosinsky die Flirtseite, die Saskia im Internet mit ihrem Handy besucht hatte. Doch ohne die passenden Zugangsdaten lässt sich ihr Account nicht öffnen. Bis die richterliche Genehmigung vorliegt, damit der Anbieter das Passwort freigibt, hört sich Stubbe in Saskias Schulklasse um. Dort fällt ihm gleich Mirco auf, mit dem er versucht zu reden, doch der Junge blockt ab. Zimmermann fragt sogleich im Jugendamt nach und dort ist Mirco Wagner als Problemkind bekannt, der bereits eine Jugendstrafe wegen Körperverletzung erhalten hatte.
In Saskias Account finden die Ermittler einen Chatpartner, der sehr häufig mit Saskia geschrieben und sich möglicherweise auch mit ihr verabredet hatte. Außer dem Usernamen und einem Foto haben die allerdings nichts von ihm. Auch Vanessa kennt den Mann angeblich nicht. Doch das stimmt natürlich nicht. Sie weiß sehr genau, wer der Mann ist, denn eigentlich ist Moorbach ihr Chatpartner. Das bekommen aber die Kommissare bald heraus, weil sie mit richterlicher Genehmigung auch den Account des Chatpartners öffnen können. So steht fest, dass sie nach einem Holger Moorbach suchen müssen, der als Vertreter in Hamburg und Umgebung unterwegs ist. Die Suche bringt schnell Erfolg und Moorbach wird festgenommen. Er leugnet, dem Mädchen etwas angetan zu haben. Saskia hätte bereits tot vor der Duschkabine gelegen, als er ins Zimmer kam. Der Abgleich der Fingerabdrücke scheint zu bestätigen, dass sich Moorbach in dem Hotelzimmer nicht lange aufgehalten hatte. Dagegen finden sich immer mehr Hinweise, dass Vanessa auf Saskia eifersüchtig war. Doch nicht sie hat Saskias Tod zu verantworten, sondern ihr Vater. Brüggenthal hatte mitbekommen, dass seine Tochter mit Moorbach chattete und wollte nicht tatenlos zusehen, wie sie sich von einem älteren Mann ausnutzen lässt. Deshalb hatte er den Mann ausfindig gemacht, um ihm zu sagen, dass er seine Tochter zufrieden lassen solle. Im Hotel traf er unerwartet auf Saskia, die er auffordern wollte nach Hause zu gehen. Doch sie weigerte sich und im Handgemenge sei sie dann unglücklich gestürzt.

## Nebenhandlung
Tante Charlotte ist voller Tatendrang, sich in ihrer neuen WG einzurichten. Wilfried Stubbe übernachtet öfter mal bei Marlene, aber Tochter Christiane ist deshalb nicht allein im Haus. Helge ist täglich bei ihr und wie es aussieht kündigt sich bei ihnen Nachwuchs an.

## Hintergrund
Der Film wurde vom 11. Juni bis zum 14.  Juli 2012 unter dem Arbeitstitel Gefangen im Netz in Hamburg und Umgebung gedreht.

## Rezeption

### Einschaltquote
Die Erstausstrahlung von Gefährliches Spiel am 5. Januar 2013 im ZDF erreichte 7,82 Millionen Zuschauer und einen Marktanteil von 23,4 Prozent.

### Kritik
Tilmann P. Gangloff meinte bei tittelbach.tv: „‚Gefährliches Spiel‘ erzählt von jungen Mädchen, die sich freizügig auf der Website eines Flirtportals präsentieren. Das Buch von Markus Stromiedel besitzt ein Anliegen, das der Film allerdings nicht vor sich her trägt. Jeglichen Voyeurismus vermeidend und ‚menschlich‘ bis in die Details […] gehört dieser ‚Stubbe‘-Fall deutlich zu den guten Episoden der beliebten ZDF-Reihe, die mit der zunehmenden Ernsthaftigkeit von Wolfgang Stumph an Profil gewonnen hat.“
Für die Kritiker der Fernsehzeitschrift TV Spielfilm fanden, „mit einem Erzähltempo à la „Derrick“ lockt man heute auch keinen Hund mehr hinterm Ofen hervor. Schade drum“. Für sie war Gefährliches Spiel ein „menschelnder Krimi ohne Tempo und Biss“ und vergaben dem Film eine mittlere Wertung (Daumen zur Seite).